# Madageophilus pauliani
Madageophilus pauliani är en mångfotingart som beskrevs av Lawrence T. C. 1960. Madageophilus pauliani ingår i släktet Madageophilus och familjen storjordkrypare.
Artens utbredningsområde är Madagaskar. Inga underarter finns listade i Catalogue of Life.